# Хадемальшарьех, Сарасадат
Сарасадат Хадемальшарьех (перс. سارا سادات خادم الشریعه‎; род. 10 марта 1997, Тегеран) — испанская, ранее иранская шахматистка, международный мастер (2013) и международный гроссмейстер среди женщин (2015).
В составе сборной Ирана участница двух Олимпиад (2012—2014). Участница женской олимпиады 2024 года в составе сборной Испании.

## Таблица результатов
| Год  | Город           | Турнир                                            | + | − | = | Результат | Место                              |
| ---- | --------------- | ------------------------------------------------- | - | - | - | --------- | ---------------------------------- |
| 2012 | Стамбул         | 40-я Олимпиада                                    | 4 | 2 | 4 | 6 из 10   |                                    |
| 2014 | Тромсё          | 41-я Олимпиада                                    | 6 | 2 | 1 | 7 из 9    |                                    |
| 2015 | Монте-Карло     | Гран-при ФИДЕ 2015/2016                           | 0 | 8 | 3 | 1½ из 11  | 12                                 |
| 2016 | Тегеран         | Гран-при ФИДЕ 2015/2016                           | 4 | 1 | 6 | 7 из 11   | 2—3                                |
|      | Ханты-Мансийск  | Гран-при ФИДЕ 2015/2016                           | 2 | 1 | 8 | 6 из 11   | 3—7                                |
| 2018 | Санкт-Петербург | Чемпионат мира по шахматам по рапиду и блицу 2018 |   |   |   | из        | 2 место по рапиду 2 место по блицу |

## Изменения рейтинга
| Графики недоступны из-за технических проблем. См. информацию на Фабрикаторе и на mediawiki.org. |

## Участие в протестах
В декабре 2022 года на чемпионате мира ФИДЕ по рапиду и блицу Хадемальшарьех отказалась надевать на соревнованиях хиджаб, поддержав тем самым антиправительственные выступления в Иране. По окончании турнира шахматистка вместе с семьёй переехала в Испанию.